# Copa del Rey de Balonmano
Die Copa del Rey bzw. Copa de S. M. el Rey (deutsch etwa: Pokal des Königs) ist der spanische Handball-Pokalwettbewerb der Männer. Organisiert wird der Wettbewerb seit 1991 im Auftrag der Real Federación Española de Balonmano (RFEBM) durch die Asociación de Clubes Españoles de Balonmano (ASOBAL).
Der Wettbewerb für Frauen ist die Copa de la Reina.

## Geschichte
Der Wettbewerb wurde ab 1952, zunächst unter dem Namen Campeonato de España de Balonmano a siete, veranstaltet. Parallel dazu wurde, schon seit 1942, ein Pokalwettbewerb im Feldhandball für elf Spieler ausgetragen. Von 1957 an hieß der Pokalwettbewerb zu Ehren des Generalissimus Francisco Franco Copa del Generalísimo. Seit dem Jahr 1975 trägt er zu Ehren des spanischen Königs den Namen Copa del Rey (deutsch: Pokal des Königs).
Traten zunächst nur Auswahlen der spanischen Provinzen an, wurde der Wettbewerb später zu einem Vereinswettbewerb.

## Modus
Gespielt wird im K.-o.-System. In der 1. Runde treten die Mannschaften der zweiten spanischen Liga, der División de Honor Plata, gegeneinander an. In der 2. Runde kommen zu den Siegern aus Runde 1 Mannschaften aus der ersten spanischen Liga, der Liga Asobal, hinzu. Die zwölf Sieger dieser Runde treten in der 3. Runde gegeneinander an, deren Sieger wiederum im Viertelfinale der Finalrunde spielen, in der Vorjahrespokalsieger und Gastgeber der Finalrunde gesetzt sind. Die Finalrunde wird jährlich an einem anderen Ort ausgetragen, gespielt wird an drei aufeinanderfolgenden Tagen das Viertel- und Halbfinale und das Finale.
Der Pokalsieger nimmt in der nächsten Saison an der EHF European League teil, außer er qualifiziert sich für die ranghöhere EHF Champions League, dann darf der Finalist an der European League teilnehmen.

## Titel
- 29 Titel: FC Barcelona
- 10 Titel: Club Atlético de Madrid
- 05 Titel: CB Calpisa
- 03 Titel: BM Granollers, BM Ciudad Real
- 02 Titel: Selección de Balonmano de Madrid, Teka Cantabria, Bidasoa Irun, Portland San Antonio, BM Valladolid, Club Balonmano Atlético de Madrid
- 01 Titel: Selección de Balonmano de Guipúzcoa, Selección de Balonmano de Barcelona, Marcol Valencia, CB Alzira, Caja España Ademar León, CF Arrahona Sabadell

## Pokalendspiele
| Saison    | Ort         | Pokalsieger                                 | Finalrunde |
| --------- | ----------- | ------------------------------------------- | --- |
| 2024/25   | Irun        | FC Barcelona (29. Titel, 12. in Folge)      | Austragung: 6.–8. Juni 2025 im Polideportivo Artaleku in Irun Viertelfinale: Bidasoa Irun vs. Bathco BM. Torrelavega 31:28, Balonmano Alcobendas vs. Abanca Ademar León 29:37, BM Logroño La Rioja vs. Bada Huesca 25:28, FC Barcelona vs. Recoletas Atlético Valladolid 37:23 Halbfinale: Bidasoa Irun vs. Abanca Ademar León 34:35, Bada Huesca vs. FC Barcelona 28:43 Finale: Abanca Ademar León vs. FC Barcelona 25:34 Anmerkung: Mit dem Erreichen des Halbfinals gegen den schon als Starter in der EHF Champions League feststehenden FC Barcelona erhielt ABANCA Ademar León ein Startrecht in der European League 2025/2026. |
| 2023/24   | Jaén        | FC Barcelona (28. Titel, 11. in Folge)      | Austragung: 31. Mai bis 2. Juni 2024 in Jaén Viertelfinale: BM Logroño La Rioja vs. Fraikin BM. Granollers 34:28, Rebi Balonmano Cuenca vs. Bathco BM. Torrelavega 30:31, Bidasoa Irun vs. ID Energy Caserío Ciudad Real 43:28, Barça vs. Frigoríficos del Morrazo 42:26 Halbfinale: BM Logroño La Rioja vs. Bathco BM. Torrelavega 28:29, Bidasoa Irun vs. Barça 28:32 Finale: Bathco BM. Torrelavega vs. Barça 23:36 |
| 2022/23   | Santander   | FC Barcelona (27. Titel, 10. in Folge)      | Termin: 5.–7. Mai 2023. Viertelfinale: Barça vs. Bathco Torrelavega (43:29), Cívitas Guadalajara vs. ABANCA Ademar León (23:35), Logroño La Rioja vs. Frigoríficos del Morrazo Cangas (31:18) sowie Blendio Sinfín vs. Recoletas Atlético Valladolid (36:37). Halbfinale: Barça vs. Ademar León (39:30) und Logroño La Rioja vs. Valladolid (29:27) Finale: Barça vs. Logroño La Rioja 34:23 |
| 2021/22   | Antequera   | FC Barcelona (26. Titel, 9. in Folge)       | Austragung: 25.–27. März 2022 Viertelfinale: Barça vs. Helvetia Anaitasuna (35:32), Frigoríficos del Morrazo Cangas vs. ABANCA Ademar León (33:32), Bidasoa Irun vs. Fraikin BM Granollers (36:37) sowie Iberoquinoa Antequera vs. Ángel Ximénez Puente Genil (21:26). Halbfinale: Barça gegen Cangas (36:28) und Fraikin BM Granollers gegen Puente Genil (34:26) Finale: Barça vs. Fraikin BM Granollers 30:26 |
| 2020/21   | Madrid      | FC Barcelona (25. Titel, 8. in Folge)       | Austragung: 5.–7. März 2021, Viertelfinale: BM Benidorm vs. Bidasoa Irun (27:28), ABANCA Ademar León vs. Bada Huesca (40:28), Ángel Ximénez Puente Genil vs. Fraikin BM Granollers (24:29), Barça vs. Logroño La Rioja (28:24), Halbfinale: Bidasoa Irun vs. ABANCA Ademar León (26:30), Fraikin BM Granollers vs. Barça (22:32) Finale: Ademar León vs. Barça 27:35 |
| 2019/20   | Madrid      | FC Barcelona (24. Titel, 7. in Folge)       | Austragung: 6.–8. März 2020, Viertelfinale: Barça vs. Fraikin BM Granollers (42:27), ABANCA Ademar León vs. Logroño La Rioja (29:26), Helvetia Anaitasuna vs. Liberbank Cuenca (21:36), Bidasoa Irun vs. BM Benidorm (26:29), Halbfinale: Barça vs. ABANCA Ademar León (34:23), Liberbank Cuenca vs. BM Benidorm (27:28) Finale: Barça vs. BM Benidorm 40:25 |
| 2018/19   | Alicante    | FC Barcelona (23. Titel, 6. in Folge)       | Austragung: 5.–7. April 2019, Viertelfinale: Barça vs. Ángel Ximénez Puente Genil (39:21), Logroño La Rioja vs. Quabit Guadalajara (33:26), Bidasoa Irun vs. Liberbank Cuenca (33:36), ABANCA Ademar León vs. Fraikin BM Granollers (22:31), Halbfinale: Barça vs. Logroño La Rioja (28:24), Liberbank Cuenca vs. Fraikin BM Granollers (26:22) Finale: Barça vs. Liberbank Cuenca 34:18 |
| 2017/18   | Madrid      | FC Barcelona (22. Titel, 5. in Folge)       | Die Spiele wurden vom 4.–6. Mai 2018 ausgetragen. Viertelfinale: Barça vs. Recoletas Atlético Valladolid (34:30), Fraikin BM Granollers vs. Ángel Ximénez Puente Genil (29:31), Logroño La Rioja vs. Helvetia Anaitasuna (32:30) sowie ABANCA Ademar León vs. Quabit Guadalajara (25:21) Halbfinale: Barça gegen Puente Genil (36:27) und Logroño La Rioja gegen León (21:20) Finale: Barça vs. Logroño La Rioja 35:28 |
| 2016/17   | León        | FC Barcelona Lassa (21. Titel, 4. in Folge) | Austragung: Die Spiele fanden vom 9.–11. Juni 2017 statt. Viertelfinale: BM Logroño La Rioja vs. Frigoríficos del Morrazo Cangas (32:27), ABANCA Ademar León vs. Helvetia Anaitasuna (25:26), Fraikin BM Granollers vs. Bidasoa Irun (31:29) sowie FC Barcelona Lassa vs. Bada Huesca (32:19). Halbfinale: Logroño La Rioja gegen Anaitasuna (33:21) und Barça gegen Granollers (37:23). Finale: Logroño La Rioja vs. Barça 29:34 |
| 2015/16   | Pamplona    | FC Barcelona Lassa (20. Titel, 3. in Folge) | Austragung: Die Spiele des Final4 fanden am 7. und 8. Mai 2016 in Pamplona statt. Halbfinale: FC Barcelona Lassa vs. ABANCA Ademar León 33:27, Helvetia Anaitasuna vs. Naturhouse La Rioja 31:28 Finale: Helvetia Anaitasuna vs. FC Barcelona Lassa 30:33 |
| 2014/15   | Gijón       | FC Barcelona (19. Titel, 2. in Folge)       | Austragung: Final4 am 6. und 7. Juni 2015 in Gijón Halbfinale: FC Barcelona vs. Ángel Ximénez Puente Genil 34:23, Juanfersa Gijón vs. Fraikin BM Granollers 26:28 Finale: FC Barcelona vs. Fraikin BM Granollers 27:26 |
| 2013/14   | Pamplona    | FC Barcelona (18. Titel)                    | Austragung: Final4 am 3./4. Mai 2014 in Pamplona Halbfinale: Helvetia Anaitasuna vs. FC Barcelona 28:36, Fraikin BM Granollers vs. Bada Huesca 26:25 Finale: FC Barcelona vs. Fraikin BM Granollers 42:32 |
| 2012/13   | Logroño     | BM. Atlético de Madrid (2. Titel)           | Austragung: Final4 am 3./4. Mai 2013 in Logroño Halbfinale: FC Barcelona Intersport vs. BM. Atlético de Madrid 28:31, Naturhouse La Rioja vs. Fertiberia Puerto Sagunto 31:25 Finale: Naturhouse La Rioja vs. BM. Atlético de Madrid 28:38 Anmerkung: Puerto Sagunto hatte sich bis dato zuletzt für die Finalspiele 1972/1973 qualifizieren können. |
| 2011/12   | Torrevieja  | BM. Atlético de Madrid (1. Titel)           | Austragung: 8.–11. März 2012 in Torrevieja Viertelfinale: BM Torrevieja vs. Caja3 BM Aragón 27:24, BM. Atlético de Madrid vs. Reale Ademar León 35:28, Cuatro Rayas Valladolid vs. Academia Octavio 32:24, Naturhouse La Rioja vs. FC Barcelona Intersport 26:28 Halbfinale: BM Torrevieja vs. BM. Atlético de Madrid 20:27, Cuatro Rayas Valladolid vs. FC Barcelona Intersport 26:28 Finale: BM. Atlético de Madrid vs. FC Barcelona Intersport 37:31 |
| 2010/11   | Vigo        | Renovalia Ciudad Real (3. Titel)            | Austragung: 8.–11. März 2012 in Vigo Viertelfinale: CAI BM Aragón vs. Fraikin BM Granollers 36:40, AMAYA Sport San Antonio vs. Renovalia Ciudad Real 30:36, FC Barcelona Borges vs. Reale Ademar León 30:28, Octavio Pilotes Posada vs. Cuatro Rayas Valladolid 23:34 Halbfinale: Fraikin BM Granollers vs. Renovalia Ciudad Real 33:40, FC Barcelona Borges vs. Cuatro Rayas Valladolid 24:25 Finale: Cuatro Rayas Valladolid vs. Renovalia Ciudad Real 22:31 Anmerkung: Durch eine Regeländerung war es nun möglich, dass der örtliche Verein der Gastgeberstadt auch teilnehmen darf, wenn er nicht (mehr) der Asobal angehört.    |
| 2009/10   | Antequera   | FC Barcelona Borges (17. Titel)             | Austragung: 17.–21. März 2010 in Antequera Viertelfinale: FC Barcelona Borges vs. Naturhouse La Rioja 36:28, Antequera 2010 vs. Reyno Navarra S. Antonio 29:32, Pevafersa Valladolid vs. Reale Ademar León 26:28, CAI Aragón vs. BM Ciudad Real 21:23 Halbfinale: FC Barcelona Borges vs. Reyno Navarra S. Antonio 35:34, Reale Ademar León vs. BM Ciudad Real 26:24 Finale: FC Barcelona Borges vs. Reale Ademar León 35:27 |
| 2008/09   | Granollers  | FC Barcelona (16. Titel)                    | FC Barcelona vs. BM Ciudad Real 29:26 |
| 2007/08   | Saragossa   | BM Ciudad Real (2. Titel)                   | Austragung: 16.–20. April 2008 im Pabellón Príncipe Felipe in Saragossa Viertelfinale: CAI BM Aragón, FC. Barcelona, BM. Valladolid, Portland San Antonio, C.D. Ademar León, J.D. Arrate, BM. Antequera, BM. Ciudad Real Halbfinale: Finale: BM Ciudad Real vs. FC Barcelona 31:30 |
| 2006/07   | Altea       | FC Barcelona (15. Titel)                    | FC Barcelona vs. Caja España Ademar León 33:27 |
| 2005/06   | Almería     | BM Valladolid                               | BM Valladolid vs. BM Ciudad Real 35:30 |
| 2004/05   | Pontevedra  | BM Valladolid                               | Austragung: 25.–29. Mai 2005, Pontevedra Viertelfinale: CD Bidasoa vs. BM Valladolid 28:32, Caja España Ademar León vs. Portland San Antonio 31:27, BM Ciudad Real vs. BM Granollers 39:24, SD Teucro vs. FC Barcelona 25:37 BM Ciudad Real vs. BM Valladolid 31:34, FC Barcelona vs. Caja España Ademar León 33:28 Finale: BM Valladolid vs. FC Barcelona 27:25 |
| 2003/04   | Pamplona    | FC Barcelona (14. Titel)                    | FC Barcelona vs. BM Ciudad Real 27:25 |
| 2002/03   | Santander   | BM Ciudad Real (1. Titel)                   | BM Ciudad Real vs. FC Barcelona 34:21 |
| 2001/02   | Torrevieja  | Caja España Ademar León                     | Caja España Ademar León vs. FC Barcelona 31:28 |
| 2000/01   | Ciudad Real | Portland San Antonio (2. Titel)             | Portland San Antonio vs. BM Ciudad Real 22:20 |
| 1999/2000 | Saragossa   | FC Barcelona (13. Titel)                    | Austragung: 6.–9. April 2000 in Saragossa Viertelfinal: CB Cantabria vs. BM Gáldar 22:27, Portland San Antonio vs. BM Valladolid 26:27, Ademar León vs. BM Valencia 34:24, FC Barcelona vs. BM Ciudad Real 31:27 Halbfinale: BM Gáldar vs. BM Valladolid 26:26, Ademar León vs. FC Barcelona 21:23 Finale: FC Barcelona vs. BM Valladolid 34:28 |
| 1998/99   | Valladolid  | Portland San Antonio (1. Titel)             | Portland San Antonio vs. FC Barcelona 32:29 |
| 1997/98   | Palencia    | FC Barcelona (12. Titel)                    | FC Barcelona vs. Portland San Antonio 31:26 |
| 1996/97   | Castellón   | FC Barcelona (11. Titel)                    | FC Barcelona vs. CB Cantabria Santander 30:29 |
| 1995/96   | León        | Elgorriaga Bidasoa                          | Elgorriaga Bidasoa vs. FC Barcelona 21:20 |
| 1994/95   | Ciudad Real | Teka Cantabria                              | Teka Cantabria vs. BM Pilotes Posada 27:25 |
| 1993/94   | Granollers  | FC Barcelona (10. Titel)                    | FC Barcelona vs. Juventud Alcalá 29:23 |
| 1992/93   | Pontevedra  | FC Barcelona (9. Titel)                     | FC Barcelona vs. Bidasoa Irun 17:13 |
| 1991/92   | Pamplona    | CB Alzira Avidesa                           | CB Alzira Avidesa vs. FC Barcelona 26:25 |
| 1990/91   | Alzira      | Bidasoa Irun                                | Bidasoa Irun vs. BM Atlético de Madrid 21:18 |
| 1989/90   | Pontevedra  | FC Barcelona (8. Titel)                     | FC Barcelona vs. Bidasoa Irun 22:20 |
| 1988/89   | Bilbao      | Teka Cantabria                              | Teka Cantabria vs. FC Barcelona 25:20 |
| 1987/88   | Girona      | FC Barcelona (7. Titel)                     | FC Barcelona vs. Bidasoa Irun 22:20 |
| 1986/87   | Badajoz     | Atlético Madrid (10. Titel)                 | Atlético Madrid vs. BM Granollers 20:19 |
| 1985/86   | Barcelona   | CB Tecnisan (5. Titel)                      | CB Tecnisan vs. FC Barcelona 28:26 |
| 1984/85   | Oviedo      | FC Barcelona (6. Titel)                     | FC Barcelona vs. BM Atlético de Madrid 15:14 |
| 1983/84   | Ferrol      | FC Barcelona (5. Titel)                     | FC Barcelona vs. BM Atlético de Madrid 21:17 |
| 1982/83   | Málaga      | FC Barcelona (4. Titel)                     | FC Barcelona vs. Bidasoa Irun 36:16 |
| 1981/82   | Santander   | Atlético Madrid (9. Titel)                  | Atlético Madrid vs. BM Granollers 19:14 |
| 1980/81   | Almería     | Atlético Madrid (8. Titel)                  | Atlético Madrid vs. FC Barcelona 21:18 |
| 1979/80   | Girona      | CB Calpisa (4. Titel)                       | CB Calpisa vs. BM Atlético de Madrid 20:18 |
| 1978/79   | A Coruña    | Atlético Madrid (7. Titel)                  | Atlético Madrid vs. CB Calpisa 26:22 |
| 1977/78   | Las Palmas  | Atlético Madrid (6. Titel)                  | Atlético Madrid vs. BM Granollers 29:23 |
| 1976/77   | Cartagena   | CB Calpisa (3. Titel)                       | CB Calpisa vs. FC Barcelona 15:14 |
| 1975/76   | Lugo        | CB Calpisa (2. Titel)                       | CB Calpisa vs. Atlético Madrid 15:10 Anmerkung: Erste Austragung unter dem Namen Copa del Rey. |
| 1974/75   | Martorell   | CB Calpisa (1. Titel)                       | CB Calpisa vs. BM Granollers 16:13 Anmerkung: Letzte Austragung unter dem Namen Copa del Generalísimo. |
| 1973/74   | Granada     | BM Granollers (3. Titel)                    | BM Granollers vs. FC Barcelona 19:15 |
| 1972/73   | Vigo        | FC Barcelona (3. Titel)                     | FC Barcelona vs. Atlético Madrid 18:15 |
| 1971/72   | León        | FC Barcelona (2. Titel)                     | FC Barcelona vs. CB Marcol 15:9 |
| 1970/71   | Pamplona    | CB Marcol                                   | CB Marcol vs. FC Barcelona 15:15 |
| 1969/70   | Cádiz       | BM Granollers (2. Titel)                    | BM Granollers vs. Atlético Madrid 15:12 |
| 1968/69   | Madrid      | FC Barcelona (1. Titel)                     | FC Barcelona vs. Club Deportivo Egia Eskubaloia 20:14 |
| 1967/68   | Bilbao      | Atlético Madrid (5. Titel)                  | Atlético Madrid vs. Club Deportivo Egia Eskubaloia 17:14 |
| 1966/67   | Madrid      | Atlético Madrid (4. Titel)                  | Atlético Madrid vs. BM Granollers 18:14 |
| 1965/66   | Madrid      | Atlético Madrid (3. Titel)                  | Atlético Madrid vs. BM Granollers 17:16 |
| 1964/65   | Barcelona   | Selección de Barcelona                      | Barcelona vs. Selección de Guipúzcoa 15:14 |
| 1963/64   | Madrid      | Selección de Guipúzcoa                      | Selección de Guipúzcoa vs. Selección de Barcelona 21:12 |
| 1962/63   | Madrid      | Atlético Madrid (2. Titel)                  | Atlético Madrid vs. BM Granollers 19:12 |
| 1961/62   | Madrid      | Atlético Madrid (1. Titel)                  | Atlético Madrid vs. BM Granollers 15:9 |
| 1960/61   | Saragossa   | Selección de Madrid                         | Selección de Madrid vs. Selección de Barcelona 24:22 |
| 1959/60   | Madrid      | Selección de Madrid                         | Selección de Madrid vs. Selección de Guipúzcoa 22:17 |
| 1958/59   | Bilbao      | CB Arrahona                                 | CB Arrahona vs. OAR Gràcia 9:8 |
| 1957/58   | Barcelona   | BM Granollers (1. Titel)                    | BM Granollers vs. FC Barcelona 12:6 |